# Daqing
Daqing (chinois : 大庆 ; pinyin : Dàqìng) est une ville de la province du Heilongjiang, au nord-est de la Chine.

## Économie
La région de Daqing renferme le plus grand gisement pétrolier de Chine. Il a été découvert en 1959. Des réserves initiales estimées à 16 milliards de barils (environ 2,3 milliards de tonnes), 11 ont déjà été extraites.
Après avoir été relativement constante de 1975 à 2003, aux environs de 1 million de barils par jour, la production a commencé à décliner en 2004, pour atteindre début 2007 une valeur de quelque 830 000 bbl/j.
En 2005, le PIB total a été de 140 milliards de yuans, et le PIB par habitant de 53 199 yuans.

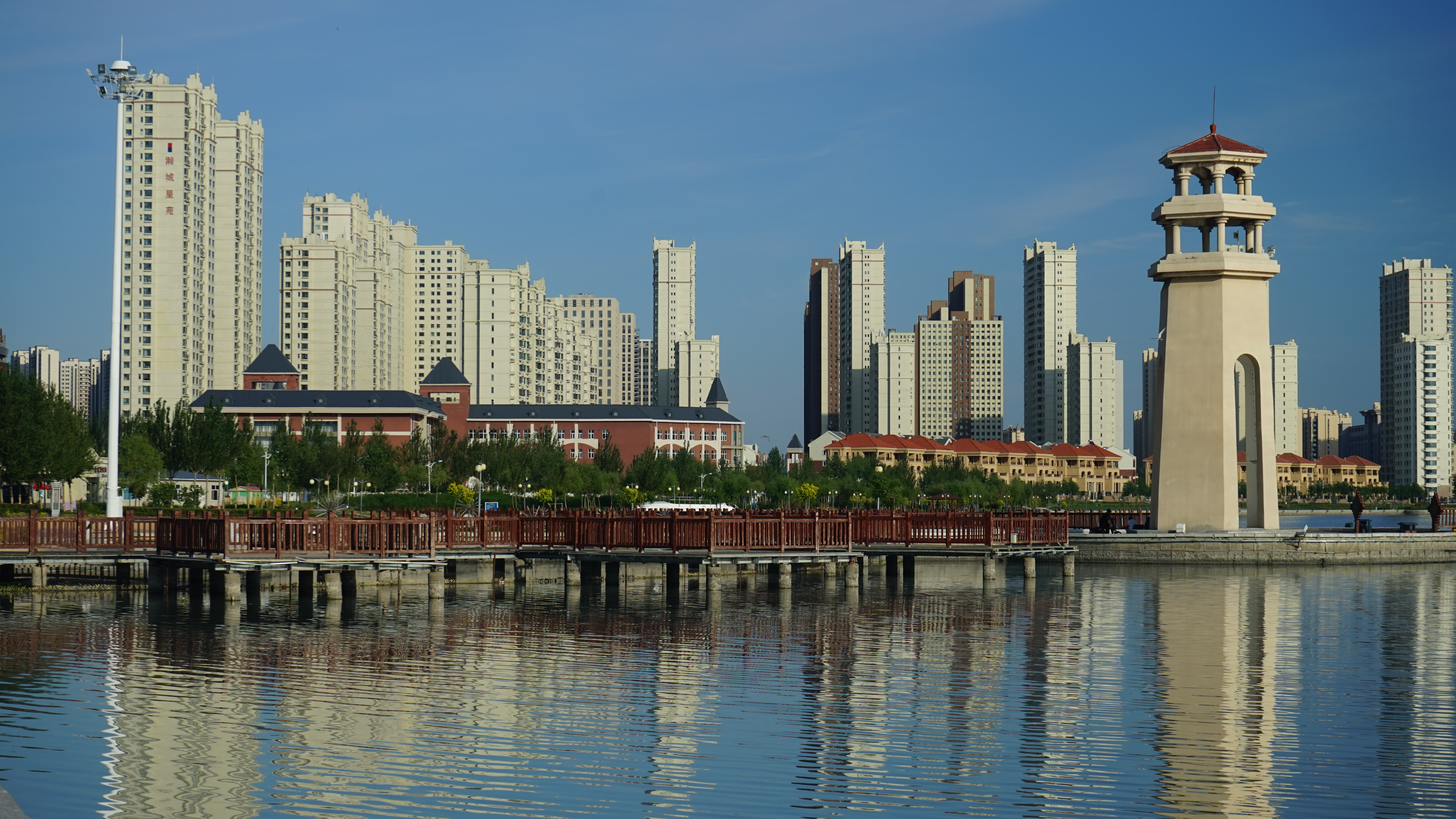
Autour du lac Sanyong, 2017

## Subdivisions administratives
La ville-préfecture de Daqing exerce sa juridiction sur neuf subdivisions - cinq districts, trois xian et un xian autonome :
- le district de Sartu - 萨尔图区 Sà'ěrtú Qū ;
- le district de Longfeng - 龙凤区 Lóngfèng Qū ;
- le district de Ranghulu - 让胡路区 Rànghúlù Qū ;
- le district de Datong - 大同区 Dàtóng Qū ;
- le district de Honggang - 红岗区 Hónggǎng Qū ;
- le xian de Zhaozhou - 肇州县 Zhàozhōu Xiàn ;
- le xian de Zhaoyuan - 肇源县 Zhàoyuán Xiàn ;
- le xian de Lindian - 林甸县 Líndiàn Xiàn ;
- le xian autonome mongol de Dorbod - 杜尔伯特蒙古族自治县 Dù'ěrbótè měnggǔzú Zìzhìxiàn.

## Personnalités
Li Duihong (1970-), championne olympique de tir en 1996.

## Dans la culture populaire
Les champs pétroliers de Daqing sont le théâtre de l'une des cartes jouables dans le jeu vidéo multijoueurs Battlefield 2: Daqing oilfields.

## Slogans associés
Slogans de Mao Zedong durant la Révolution culturelle en République populaire de Chine :
- « Dans l'agriculture, apprendre de Dazhai ! » (chinois : 农业学大寨 ; pinyin : nóngyè xué dàzhài), incitant la population à s'inspirer de Dazhai en matière de production agricole.
- « Dans l'industrie, apprendre de Daqing ! » (chinois : 工业学大庆 ; pinyin : gōngyè xué dàqìng), incitant la population à s'inspirer de Daqing en matière de production industrielle.